# Wochenblattpartei
Die Wochenblattpartei war ein Zusammenschluss preußischer liberal-konservativer Politiker der 1850er/1860er-Jahre. Benannt war die Gruppierung nach dem „Preußischen Wochenblatt zur Besprechung politischer Tagesfragen“ (erschienen zwischen 1851 und 1861). 

## Ziele und Politik
Führender Kopf war Moritz August von Bethmann-Hollweg. Zu der etwa 40 Männer zählenden Gruppe gehörten bedeutende Parlamentarier wie beispielsweise Maximilian von Schwerin-Putzar, Albert von Pourtalès oder Christian Karl Josias von Bunsen. Die Politiker gehörten zu den Verfechtern einer Verfassung, wodurch sie sich grundsätzlich von der hochkonservativen „Kreuzzeitungspartei“ um die Gebrüder Gerlach und den Ministerpräsidenten Otto Theodor von Manteuffel unterschieden. Die Wochenblattpartei protestierte 1851 (vergeblich) gegen die Wiedereinführung der vorrevolutionären Provinzialstände. Im Gegensatz zur Befürwortung eines Ausgleichs mit Österreich während der Reaktionsära trat die Gruppe für die preußische Hegemonie in Deutschland ein und strebte zeitweise die Wiederaufnahme der Erfurter Union an. 
Während des Krimkrieges plädierte sie ohne Erfolg für ein militärisches Eingreifen Preußens gegen Russland. Etwa seit dieser Zeit schwand ihr eigenständiger politischer Einfluss. Zwar verband sie sich im preußischen Abgeordnetenhaus mit einer kleinen rechtsliberalen Fraktion (ab 1858), ihr Niedergang als organisierte Kraft war jedoch nicht mehr aufzuhalten. Gleichwohl spielten ihre politischen Vorstellungen während der neuen Ära noch eine gewisse Rolle, da ein Teil der führenden Mitglieder der Gruppe Wilhelm I. persönlich nahestand und Bethmann-Hollweg daher auch als Kultusminister Mitglied der liberalen Regierung wurde. Die Wochenblattpartei war in Vielem ein Vorläufer der Freikonservativen Partei.